# Phellipe Haagensen
Phellipe Haagensen (Río de Janeiro, Brasil, 26 de junio de 1984) es un actor brasileño. Su interpretación más conocida es la de Bené en la película de 2002 Ciudad de Dios. Es el hermano pequeño del modelo y actor Jonathan Haagensen. También es miembro de la banda de música brasileña Guerreiros de Jorge.

## Filmografía
- 2008 Dangkou
- 2008 Máncora - Batú
- 2007 Vidas Opostas - Pavio
- 2006 Sonhos de Peixe - Rogério
- 2003 Ciudad de Hombres - Espeto
- 2002 Ciudad de Dios - Bené
- 2002 Palace II - Madrugadão #2